# José Sospedra
José Sospedra (Valencia, Valencia, 5 de diciembre de 1987) es un actor, modelo y cantante español, conocido por sus papeles en series como L'Alqueria Blanca o Desaparecidos.

## Biografía
Nació en 1987 en Valencia. Inició su carrera como actor en el año 2007 con la película La vida abismal.
Es conocido por sus participaciones en series como 18, la serie, Tierra de lobos, Velvet Colección, Servir y proteger o Desaparecidos.
En 2021 ficha por L'Alqueria Blanca en su regreso a À Punt para interpretar a Fabià Sendra, un misterioso periodista que llega al pueblo.
En 2022 ficha por Los protegidos: ADN y Bosé interpretando a Pablo, pareja sentimental de Miguel Bosé en la serie.
En 2023 se anuncia que forma parte del trío protagonista de Mía es la venganza junto a Lydia Bosch y Natalia Rodríguez.

## Filmografía

### Cine
| Año  | Título                    | Personaje      |
| ---- | ------------------------- | -------------- |
| 2007 | La vida abismal           | Ferrán (joven) |
| 2007 | Adrenalina                | Marcos         |
| 2009 | Los sentidos de la muerte | Mauro          |
| 2016 | Estirpe                   |                |
| 2018 | Miss Dalí                 | Regino         |

### Televisión

#### Series
| Años        | Título                | Personaje                   | Cadena                  | Notas         |
| ----------- | --------------------- | --------------------------- | ----------------------- | ------------- |
| 2008 - 2009 | 18, la serie          | Andrés Blanco               | Antena 3                | 20 episodios  |
| 2009 - 2010 | Unio Musical da Capo  | Marc                        | Canal 9                 | 19 episodios  |
| 2010        | La Pola               | Leandro Sabaraín            | RCN Televisión          | 14 episodios  |
| 2010        | El pacto              | Dani                        | Telecinco               | 2 episodios   |
| 2011 - 2013 | Tierra de lobos       | Teniente Ruiz               | Telecinco               | 26 episodios  |
| 2012 - 2013 | Bandolera             | Julio Serrano               | Antena 3                | 40 episodios  |
| 2016        | 22 ángeles            | Francisco Pastor            | La 1                    | TV Movie      |
| 2017        | La que se avecina     | Ligue de Yoli               | Telecinco               | 1 episodio    |
| 2017        | Velvet Colección      | Pau Godó Rey                | Movistar Plus+          | 6 episodios   |
| 2018        | Servir y proteger     | Iván Hermida                | La 1                    | 13 episodios  |
| 2019        | Los Briceño           | Javier                      | Caracol Televisión      | 1 episodio    |
| 2020        | Perdida               | Gerardo                     | Antena 3                | 8 episodios   |
| 2020        | La venganza de Analía | Mauricio Navarro            | Caracol Televisión      | 9 episodios   |
| 2021        | Libertad              | Sargento guapo              | Movistar Plus+          | 1 episodio    |
| 2021 - 2022 | L'Alqueria Blanca     | Fabià Sendra                | À Punt                  | 70 episodios  |
| 2022        | Desaparecidos         | Alberto "Tito" Reyes Medina | Prime Video / Telecinco | 6 episodios   |
| 2022        | Bosé                  | Pablo Alborch               | Paramount+              | 4 episodios   |
| 2022 - 2023 | Los protegidos: ADN   | Ciro                        | Atresplayer             | 6 episodios   |
| 2023        | Mía es la venganza    | Mario Costa / Lucas Moreno  | Telecinco / Divinity    | 110 episodios |
| 2023        | Entre tierras         | Jorge Orduño                | Antena 3                | 1 episodio    |
| 2025        | Perdiendo el juicio   | Yago                        | Atresplayer / Antena 3  | 3 episodios   |

#### Programas
| Años        | Título        | Función  | Cadena | Notas       |
| ----------- | ------------- | -------- | ------ | ----------- |
| 2021 - 2022 | Bona vesprada | Invitado | À Punt | 2 programas |